# Pero matucana
Pero matucana là một loài bướm đêm trong họ Geometridae.